# Arctostaphylos klamathensis
Arctostaphylos klamathensis là một loài thực vật có hoa trong họ Thạch nam. Loài này được S.W.Edwards, Keeler-Wolf & W.Knight mô tả khoa học đầu tiên năm 1983.